# 埃斯本森灣
54°52′S 35°57′W / 54.867°S 35.950°W
埃斯本森灣（德語：Esbensenbucht），是南極洲的海灣，位於南喬治亞群島，處於納特里斯角西南面2公里，由德國探險隊繪入地圖，由英國海外領土管轄。